# Anna Ilczuk
Anna Ilczuk (ur. 21 sierpnia 1981 we Wrocławiu) – polska aktorka filmowa i teatralna.

## Życiorys
W 2004 ukończyła studia we wrocławskiej filii PWST.
Pod koniec lat 90. występowała jako statystka w programie Magazyn Kryminalny 997 Fajbusiewicza. 1 kwietnia 2000 zadebiutowała w teatrze. W latach 2000–2003 występowała z Grupą Artystyczną Ad Spectatores we Wrocławiu. Od 2004 występuje w Teatrze Polskim we Wrocławiu. W tym samym roku otrzymała nagrodę im. Małgorzaty Napiórkowskiej „za młodziutki talent” przyznaną przez Wrocławskie Towarzystwo Przyjaciół Teatru, a za rolę Dvori w przedstawieniu Zabawy na podwórku dostała nagrodę ministra kultury na XXII Festiwalu Szkół Teatralnych w Łodzi i Grand Prix Jury Młodzieżowego na XLIV Kaliskich Spotkaniach Teatralnych. W 2023 za rolę w spektaklu Melodramat otrzymała nagrodę Międzynarodowego Festiwalu Teatralnego Boska Komedia za najlepszą rolę kobiecą.
Jest wykładowcą Państwowej Wyższej Szkoły Teatralnej we Wrocławiu.

## Życie prywatne
W 2015 zawarła związek małżeński z aktorem Andrzejem Kłakiem, z którym ma córkę, Zofię (ur. 2014).

## Filmografia
- 2003: Zielono mi (etiuda szkolna) – marzycielka
- 2004: O czym są moje oczy – Anna
- 2003: Obrona (spektakl telewizyjny) – Anita Kulicka
- 2004: Podróż do wnętrza pokoju (spektakl telewizyjny) – Elka
- od 2004: Pierwsza miłość – Emilia Adamczyk
- 2004: Zabawy na podwórku (spektakl telewizyjny) – Dvori
- 2005: Biuro kryminalne – Kamila Kańska (odc. 5)
- 2005: Fala zbrodni – Anita, dziewczyna Leszka Rydzkiego (odc. 35)
- 2005: Klinika samotnych serc – Teresa Budek (odc. 11, 12)
- 2005: Droga Molly (tyt. oryg. Molly’s Way) – Wioletta
- 2005–2006: Warto kochać – jako Andżela
- 2005: Test
- 2009: Ciemnego pokoju nie trzeba się bać – „Nyska”, siostrzenica matki „Łaty”
- 2009: Rajskie klimaty – Andżela
- 2008: Sprawa Dantona (spektakl telewizyjny) – Louise Danton
- 2009: Świat według Kiepskich – aktorka (odc. 309)
- 2010: Różyczka – partnerka Różka
- 2010: Świat według Kiepskich –
  - Kasia (odc. 333),
  - Anna (odc. 341),
  - dziewczyna (odc. 347),
  - partnerka prezesa Kozłowskiego (odc. 352)
- 2011–2021: Świat według Kiepskich – Jolanta Pupcia-Kiepska
- 2011: 80 milionów – pani Ola
- 2011: Daas – Joanna, służąca Kleina
- 2011: Sala samobójców – Ada, współpracowniczka Beaty Santorskiej
- 2011: Z miłości – Joanna
- 2012: Prawo Agaty – Anna, sekretarka prezesa (odc. 1)
- 2013: Komisarz Alex – Magda Kulisz (odc. 50)
- 2013: Śliwowica – Emilia Śmiałek-Miedzianowska
- 2014: Ojciec Mateusz – Julka (odc. 137)
- 2016: Artyści – Ania Malarska „Wrażliwa”
- 2016: Humani (spektakl telewizyjny) – Em
- 2017: Ptaki śpiewają w Kigali – Katarzyna Falska
- 2017: Dziura w głowie – kobieta
- 2019: Pan T. – pani dyrektor wydawnictwa Nowy Czytelnik
- 2021: Chyłka. Inwigilacja – psycholog Katarzyna Pol, biegła sądowa (odc. 4)
- 2021: Bo we mnie jest seks – aktorka Barbórka
- 2021–2022: Szadź[4] – Lila Pelc
- 2022: Pewnego razu na krajowej jedynce – Klara Kaczorowska

## Odznaczenia
- 2011: Odznaka „Zasłużony dla Kultury Polskiej”[5]